# ТОЗ-17

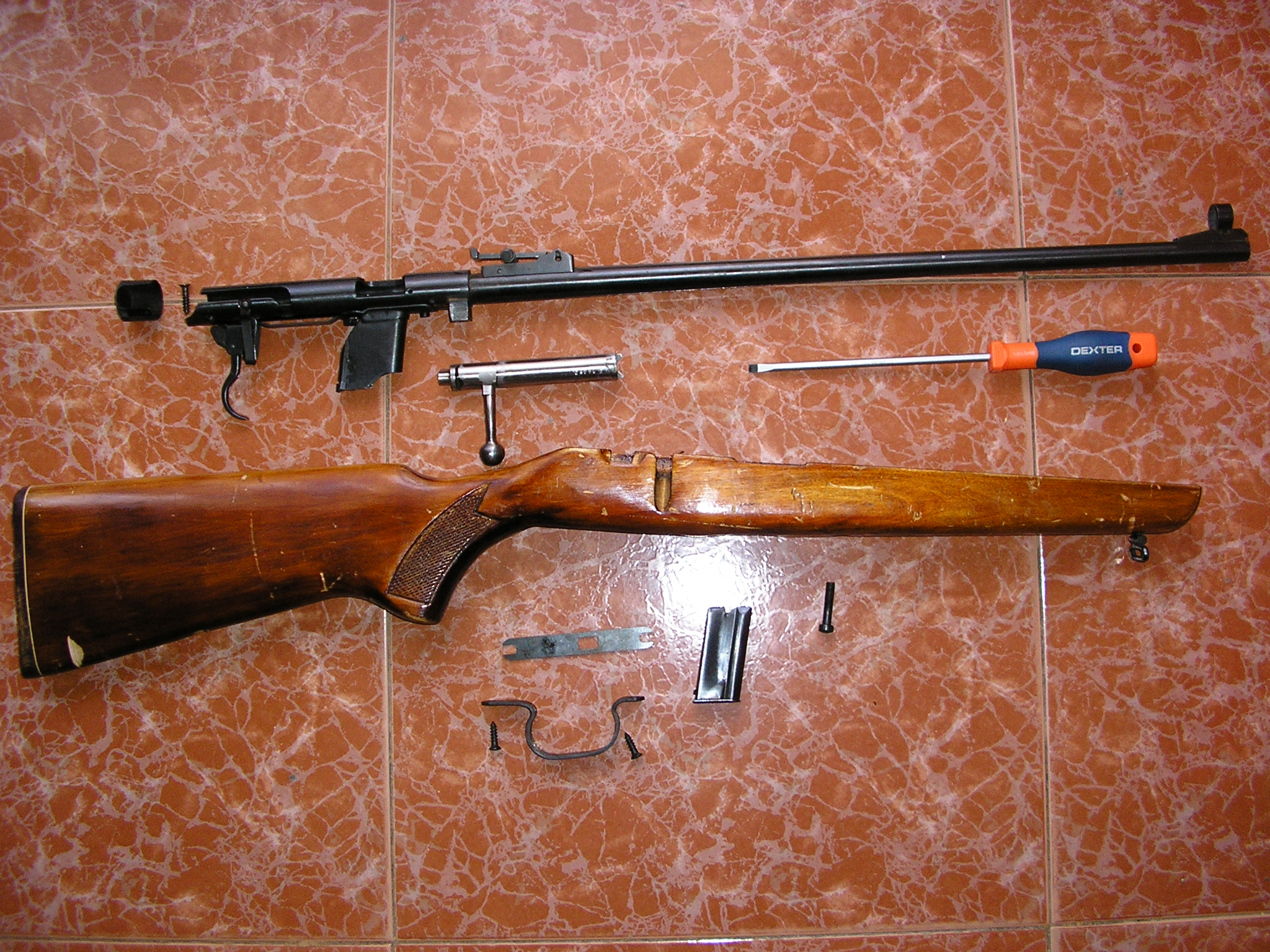
Разборка винтовки

ТОЗ-17 — советская малокалиберная винтовка, разработанная на Тульском оружейном заводе для любительской и промысловой охоты. Послужила базой для создания охотничьего карабина ТОЗ-78.

## История
Разработан в 1956-1957 гг. группой конструкторов (Г. П. Носков, В. И. Чувахин и В. П. Очнев) под руководством В. Л. Чернопятова.
В 1965 году стоимость ТОЗ-17 составляла 25 рублей.
Прицел секторный, рассчитан на стрельбу на дистанции до 250 метров. Мушка трапециевидная.

## Варианты
- ТОЗ-17[1]
- ТОЗ-17-01 — вариант с модернизированным узлом запирания затвора[2]; масса 2,7 кг, длина карабина — 1020 мм, длина ствола — 536 мм[5]. Приклад с пластмассовым затыльником[4].
- ТОЗ-17-02 — вариант ТОЗ-17-01 с резиновым затыльником-амортизатором на прикладе[4].